# دهستان زفره
دهستان زفره، یکی از دهستان‌های بخش سیستان شهرستان کوهپایه در استان اصفهان ایران است.

## جمعیت
براساس سرشماری عمومی نفوس و مسکن در سال ۱۳۹۵، جمعیت دهستان زفره برابر با ۲،۰۴۰ نفر بوده‌است.